# Банда, Эде
Эде Банда (венг. Banda Ede; 6 апреля 1917, Будапешт — 23 июня 2004, Будапешт) — венгерский виолончелист.
Родился в семье известных в Будапеште музыкантов, исполнителей цыганской музыки. Учился сперва игре на фортепиано, потом на скрипке и только в тринадцатилетнем возрасте перешёл на виолончель, начав заниматься частным образом у Яноша Шольца, а после отъезда Шольца в США (1932) продолжил занятия под руководством Пауля Хюттера. В 1934 году поступил в Музыкальную академию имени Листа в класс Енё Керпея, учился также у Миклоша Жамбоки. В 1940 году получил диплом музыкального педагога, в 1942 году диплом солиста; по окончании курса продолжил частным образом изучение музыкальной теории под руководством Лео Вайнера. В 1948 г. участвовал в Международном конкурсе исполнителей в Женеве, где занял пятое место.
С 1942 года виолончелист будапештского Столичного оркестра, затем в 1951—1953 гг. в Симфоническом оркестре Венгерского радио. По воспоминаниям самого музыканта (2002), для его музыкального становления много значили выступления с выдающимися дирижёрами — Феликсом Вайнгартнером, Эрихом Кляйбером, Виллемом Менгельбергом, Бернардино Молинари. 18 апреля 1945 года принял участие в первом послевоенном камерном концерте в Музыкальной академии. В 1946 году заменил своего учителя Керпея в последнем концерте Квартета Вальдбауэра-Керпея, в ходе которого впервые в Венгрии прозвучал Шестой струнный квартет Белы Бартока.
В 1952 году заменил Веру Денеш в Квартете Татраи — одном из ведущих камерных ансамблей послевоенной Венгрии, в 1958 году как участник квартета удостоен премии имени Кошута — высшей награды Венгрии в области культуры. Выступал в составе квартета вплоть до его роспуска в 1994 году, участник разнообразных гастролей и ряда студийных и концертных записей, в том числе фортепианного квинтета Иоганнеса Брамса с участием Святослава Рихтера (Будапешт, 1958, выпущена на CD в 2007 году).
Одновременно продолжал сольную карьеру: в частности, в 1955 году стал первым исполнителем скрипичного концерта Яноша Вишки (в 1958 году исполнил его также в ходе гастролей в ГДР), в том же году дал в Будапеште совместный концерт с Карло Цекки. В 1964 году гастролировал в Лондоне, в 1969 году снова в ГДР. В репертуар Банды входили концерты Иоганна Христиана Баха, Йозефа Гайдна, Роберта Шумана, Антонина Дворжака, Дмитрия Шостаковича, сонаты Людвига ван Бетховена, Клода Дебюсси, Франсиса Пуленка, Эрнста Донаньи, Золтана Кодаи, различные ансамблевые произведения.
В 1948 году заменил своего учителя Керпея, уезжавшего на год в США, в качестве преподавателя класса виолончели в Музыкальной академии имени Листа, но в связи с невозвращением Керпея остался преподавать на постоянной основе вплоть до 1995 года. В 1950-е гг. вёл также класс камерного ансамбля. В 1987—1988 гг. приглашённый профессор Индианского университета в Блумингтоне.
Заслуженный артист Венгрии (1969).